# Aleks Karev
Dr. Aleksandar "Aleks" Majkl Karev je izmišljeni lik u seriji "Uvod u anatomiju". Lik  tumači glumac Džastin Čejmbers, a izmišljen je od strane Šonde Rajms. 

## Pregled
Aleks se u seriji pojavljuje još od prve sezone kao stažista u bolnici "Sijetl grejs". Na početku ostavlja loš utisak na druge stažiste i počinje da ismejava Izi zato što je bila model za donji veš. Ipak, on joj otrkiva da mu je otac bio zavisan od droge i da je stalno tukao njegovu mamu, tako da je počeo da ide na rvanje od srednje škole da bi mogao da je zaštiti. Preko rvanja je i dobio stipendiju za fakultet. On i Izi tako postaju prijatelji. Na kraju prve sezone, Džordž O'Mali dobija sifilis od Aleksa preko medicinske sestre Olivije Harper.
U drugoj sezoni on pita Izi da izađe sa njim. Kasnije se potpuno ukočio kada je trebalo da operiše pacijenta koji se zaglavio u liftu sa njim i Džordžem, tao da ga Džordž operiše.
Aleks je u jednom periodu bio u službi Adison Montgomeri, a kasnije je u službi plastičnog hirurga Marka Sloana. Aleks je bio privlačan Adison i njih dvoje su jednom spavali zajedno, ali Aleks odbija da bude u vezi sa njom.
U kasnijoj nesreći na trajektu, Aleks spašava trudnu ženu. Ona sa budi sa amnezijom, i zbližava se sa Aleksom koji joj pomaže da se seti svog identiteta, i tako ona odabira ime Ava. Kada se porodila, njeno pamćenje se vraća, ali ona to krije od Aleksa pošto je njen brak bio loš. On ju je kasnije ubedio da joj kaže svoje pravo ime, koje je Rebeka Poup. Kada je njen muž došao po nju, ona traži Aleksu da joj da bar neki razlog da ostane u Sijetlu. On je odbija, misleći da nije dovoljno dobar za nju. On menja mišljenje, ali kada se vratio u bolnicu da joj saopšti to, ona je već bila otišla.
Rebeka se vraća u četvrtoj sezoni serije i ona i Aleks spavaju zajedno, pre nego što se ona vraća mužu. Aleks je imao kratku vezu sa Leksi Grej, ali on bira Rebeku kada se vratila u bolnicu da bi mu saopštila da je trudna. Izi otkriva da Rebeka zapravo nije trudna i Aleks se brine o njoj posle napada histerije. Kada je presekla svoj ručni zglob, Izi nagovara Aleksa da joj dovede psihologa. Aleks otkriva da je Rebeku ostavio muž i odneo njihovu ćerku i da je Rebeka zapravo mentalno bolesna. Aleks počinje da plače u Izinom zagrljaju i njih dvoje su se poljubili.
Posle Rebekinog sloma, on odlazi kod Izi da bi započeli svoju vezu ponovo. Izi počinje da halucinira o Deniju i otkriva da ima melanom sa šansama za preživljavanje od samo 5%. Aleks je šokiran, ali skuplja dovoljno snage da bude uz Izi. Izi planira venčanje za Meredit i Dereka, ali kada su otkrili još jedan tumor na njenom mozgu, naterali su Aleksa i Izi da se venčaju pred svim prijateljima umesto njih. Posle venčanja, Izi razmišlja da li da ide na riskantnu operaciju ili ne. Aleks je podržava i počinje da insistira da ide na operaciju. Izi se složila, ali je potpisala neoživljavanje. Aleks je moli da ponovo razmisli o tome, ali mu Izi govori da "ako dođe do toga" mora da je pusti. Posle operacije, Izi gubi kratkoročno pamćenje i Aleks joj pomaže da ga povrati, što uspeva posle svađe. Aleks joj se izvinjava zbog svega što joj je rekao, ali njeno srce u tom trenutku prestaje da kuca. Scena se završava tako što Izini prijatelji i saradnici ignorišu neoživljavanje i pokušavaju da je povrate.